# 石川県森林公園
石川県森林公園（いしかわけんしんりんこうえん）は、石川県河北郡津幡町にある公園。

## 概要
石川県のほぼ中央に位置し、動物園やボート乗り場等がある津幡園地、三国山にキャンプ施設を有する三国山園地の2箇所からなる。園内にはフィールドアスレチック、ゴルフ場、テニスコート、アーチェリー場などのスポーツ施設や、芝生広場、動物園、バーベキュー場、キャンプ場などがある。
2011年（平成23年）5月に、森の保全活動を通じて生物多様性の保全の重要性を訴える「MISIAの森プロジェクト」を開始した。「MISIAの森」と名付けられた森は園内のほぼ中央に位置する。植樹、下草刈り、巣箱設置等のイベントが行われている。
2023年（令和5年）には大雨により園内の125カ所で土砂崩れや道路崩落が発生したため、7月13日から休園となった。翌2024年（令和6年）3月から4月にかけて一部施設が復旧している。

## 沿革
- 1971年（昭和46年）10月 - 石川県政100周年記念事業の一環として設置決定[1]
- 1973年（昭和48年）5月5日 - 開園[9]
- 1983年（昭和58年）5月 - 第34回全国植樹祭「小さな緑　守り育てて　豊かな郷土」[10]
- 1994年（平成6年）9月 - 第18回全国育樹祭「この緑　育む手と手で　豊かな明日」[10]
- 2011年（平成23年）5月 - 「MISIAの森」プロジェクトがスタート[4]
- 2013年（平成25年）3月 - 森林セラピー基地に認定[11]

## 施設
津幡園地
- 森林動物園 - 里山に生息する下記の動物を飼育している
  - ニホンジカ
  - ニホンザル
  - ホンドイノシシ
  - ホンドキツネ
  - ホンドタヌキ
  - ホンドテン
  - ホンドリス
  - シマリス
- 薬用植物園
- 多目的運動場
- フィールドアスレチック
- バーベキュー場
- ボート乗り場
- テニスコート - 全天候型6面
- やまびこゴルフ場 - 8ホール、打ちっ放し練習場
- パットゴルフ場 - 18ホール
- アーチェリー場
- ラジコンサーキット場
- MISIAの森
- インフォメーションセンター
  - 学習ホール
  - 森のレストラン
- 学習展示館
- サイクリングロード - 周回6.1km

三国山園地
- ログハウス
- テントキャンプサイト
- オートキャンプサイト
- バーベキュー場

## 主な恒例イベント
- POP HILL - 1985年から2002年まで行われていた野外ロックイベント[注釈 1]
- 県民みどりの祭典 - 県民参加の森づくり行事
- まこもやり投げ大会 - 津幡町特産のマコモの葉をやり投のように投げて距離を競うイベント[12]
- 森の青空アート - ものづくりの野外イベント[13]
- MISIAの里山ミュージアム - 生物多様性を感じるイベント[4]